# Šajenski mit o stvaranju
Šajeni, indijanski narod velikih sjevernoameričkih ravnica, razvili su Mit o stvaranju svijeta, koji polazi od krajnjih metafizičkih apstrakcija Duha i praznine. Mit je monoteistički. Bog, zvan Maheo, stvorio je svijet ni iz čega. Stvaranje se opisuje postupno, po danima, vrlo slično hebrejskom mitu danom u početku biblijske Knjige postanka. Stvorio je svijet u četiri dana, a već stvorena bića pomažu mu u kasnijim fazama.
»U početku ne bijaše ničega i Maheo, sveopći duh, živio je u praznini. Gledao je oko sebe, ali nije bilo ničega za vidjeti. Slušao je, ali nije bilo ničega za čuti. Postojao je samo Maheo, sam u ništavilu. Maheo nije bio osamljen zbog veličine svoje moći. Njegovo biće je bilo svemir. Ali, dok se kretao kroz beskrajno vrijeme ništavila, Maheo pomisli da bi se ta Moć trebala iskoristiti. Kakve koristi od Moći, pitao se Maheo, ako se ona ne koristi za stvaranje svijeta i ljudi koji žive u njemu.«
Prvo je stvorio veliko slano jezero i zrak nad jezerom, zatim bića koja žive u vodi, pa ptice koje žive na vodi, te konačno svjetlost, da bi mogao promatrati sve što je stvorio. Divio se kako je sve lijepo. Ptice ga zamole stvoriti kopno, na kojemu bi se mogle odmoriti i savijati gnijezda. Maheo, međutim, treba njihovu pomoć, jer su njegove mogućnosti stvaranja iscrpljene. »Sam sam stvorio četiri stvari: vodu, svjetlost, zračni prostor i bića u vodi.« Njegova Moć mu omogućava da sam stvori samo četiri stvari. 
Mala liska uspjela je zaroniti dovoljno duboko u vode jezera i izroniti mali grumen blata s dna. Maheo vrti grumen među dlanovima; ona raste dok ne postane brijeg, koji Maheo postavi na leđa Pramajke kornjače. Maheo reče: »Neka Zemlja bude poznata kao Pramajka.« (Vidi članak Majka Zemlja)
Kasnije Maheo poželi da Zemlja ne bude pusta: »Pramajka Zemlja je kao žena, trebala da donositi plodove. Neka počne donositi život. Pomozi mi, moja Moći.« Tako nastaju drveće i trava, koje su Zemlji kao kosa ženi. »Cvijeće je postalo njen blistavi ukras, a plodovi i sjeme bili su darovi kojima je ona uzvraćala Maheu.«
Maheo se divi Zemlji i želi je obdariti. »Hajde da joj dam nešto svoje, da bi znala da sam s njom i da ju volim.« Izvadio je svoje rebro s desne strane, i napravio muškarca. Onda pomisli: »On je sam s Majkom Zemljom, kao što sam ja nekada bio sam sa prazninom.« Zato izvadi svoje rebro s lijeve strane, i napravio ženu. Oni su izrodili djecu, koja se raziđoše na razne strane i osnovaše mnoga plemena. 
Kasnije je uz pomoć svoje Moći Maheo stvorio životinje za prehranu i pomoć ljudima: jelena, bodljikavo prase, antilope, vukove, a na kraju je stvorio bizona, kao životinju koja može zamijeniti sve ostale. Nakon toga on nadzire svijet koji je stvorio, i brine o ljudima. »Maheo je još uvijek s nama. On je svuda, promatra svoj narod i sve stvari koje je stvorio. Maheo je sve dobro i sav život; on je tvorac, čuvar i učitelj. Svi smo mi ovdje zbog Mahea.«

## Vanjske poveznice
- "How He Got Tongue"
- Doing a Trick With Eyeballs
- Coytoe Dances With a Star
- The Girl Who Married a Dog
- Sun Teaches Veeho a Lesson
- The Old Woman of Spring